# The Killer Inside Me
Ne doit pas être confondu avec Ordure de flic (The Killer Inside Me), film de Burt Kennedy.
Pour plus de détails, voir Fiche technique et Distribution.
The Killer Inside Me est un film américano-britannico-canado-suédois réalisé par Michael Winterbottom, basé sur le livre du même nom de Jim Thompson. Il est sorti en salles en 2010.

## Synopsis
En 1952, le shérif adjoint Lou Ford est un pilier dans la communauté de sa petite ville de l’ouest du Texas. Pourtant, secrètement c’est un sociopathe avec des goûts violents en matière de sexe. La réputation de Lou commence doucement à s’assombrir : sa fiancée Amy suspecte son infidélité, et le procureur du comté Howard Hendricks soupçonne Lou d’être le véritable tueur qui sévit dans la ville. La mort d’une connaissance de Lou ne fait qu’accroitre les soupçons que portent les habitants sur lui. C’est une petite ville dans laquelle les rumeurs vont bon train. Lorsqu’un journaliste est convaincu de la culpabilité de Lou, et qu’enfin un SDF est témoin d’un crime violent qu’il perpétue, c’est le début de la descente aux enfers pour le shérif adjoint. Sa fin est proche, mais le destin lui réserve encore quelques surprises.

## Fiche technique
- Titre : The Killer Inside Me
- Réalisation : Michael Winterbottom
- Scénario : John Curran et Michael Winterbottom, d'après le roman de Jim Thompson
- Musique  : Melissa Parmenter
- Image  : Marcel Zyskind
- Montage  : Mags Arnold
- Distribution des rôles  : J.C. Cantu et Mary Vernieu
- Création des décors  : Mark Tildesley
- Décorateur de plateau  : Jeanette Scott
- Création des costumes  : Lynette Meyer
- Producteurs  : Andrew Eaton (en), Chris Hanley et Bradford L. Schlei
- Coproductrice  : Susan Kirr
- Producteurs exécutifs  : Lilly Bright, Chad Burris, Randolf S. Mendelsohn Esq., Jordan Gertner et Fernando Sulichin
- Coproductrice exécutive  : Tricia van Klaveren
- Sociétés de production  : Muse Productions, Revolution Films (en), BOB Film Sweden AB, Film i Väst, Hero Entertainment, Indion Entertainment Group et Stone Canyon Entertainment
- Sociétés de distribution : IFC Films (États-Unis) et Mars Distribution (France)
- Pays :  États-Unis,  Suède,  Royaume-Uni,  Canada
- Langue : Anglais
- Genre : Thriller, Drame
- Budget : 13 000 000 $
- Durée : 109 minutes
- Dates de sortie en salles :
  -  États-Unis : 
    - 18 juin 2010 (New York)
    - 25 juin 2010 (sortie limitée)

  -  France : 11 août 2010
- Film interdit aux moins de 12 ans avec avertissement en France

 Sauf indication contraire, les informations mentionnées dans cette section peuvent être confirmées par les bases de données cinématographiques IMDb et Allociné,  présentes dans la section « Liens externes ».

## Distribution
- Casey Affleck (VF : Donald Reignoux) : Lou Ford
- Kate Hudson (VF : Laëtitia Lefebvre) : Amy Stanton
- Jessica Alba (VF : Cécile D'Orlando)[1] : Joyce Lakeland
- Ned Beatty (VF : Roger Lumont) : Chester Conway
- Tom Bower (VF : Gérard Surugue) : Sheriff Bob Maples
- Elias Koteas (VF : Serge Biavan) : Joe Rothman
- Simon Baker (VF : Thierry Ragueneau) : Procureur Howard Hendricks
- Bill Pullman (VF : Patrick Béthune) : Billy Boy Walker
- Brent Briscoe (VF : Patrick Raynal) : Bum / The Stranger / Visitor
- Matthew Maher (en) (VF : Ludovic Baugin) : Deputy Jeff Plummer
- Liam Aiken (VF : Alexandre Nguyen) : Johnnie Papas
- Jay R. Ferguson (VF : Pascal Casanova) : Elmer Conway

 Source et légende : version française (VF) sur RS Doublage

## Autour du film
- Le roman de Jim Thompson a déjà fait l'objet d'une adaptation cinématographique, Ordure de flic, réalisée par Burt Kennedy en 1976. Stacy Keach y jouait le rôle de Lou Ford.
- Casey Affleck et Kate Hudson tournent pour la troisième fois ensemble après Desert Blue et 200 Cigarettes.
- Sam Riley devait initialement incarner Lou Ford avant que Casey Affleck n'obtienne le rôle.
- Jessica Alba fut initialement pressentie pour le rôle d'Amy, mais préféra celui de Joyce, pour son côté bad girl. Kate Hudson obtient le rôle d'Amy[3]. Katherine Heigl, Sienna Miller, Natalie Portman et Michelle Williams furent également pressenties pour ce même rôle.
- Pour le rôle de Joyce, les premiers choix étaient Anne Hathaway, Emily Blunt et Amanda Seyfried.
- Lors de la projection du film au Festival de Sundance, plusieurs personnes sortirent de la salle, écœurées par la violence montrée, notamment la violence sur les femmes. Après la projection, le réalisateur Michael Winterbottom dû affronter les questions des spectateurs et justifier sa démarche. Il répondit que: « si le film choque, c'est à dessein et que son objectif est qu'il ne laisse pas indifférent »[3].
- Le morceau de musique que Lou Ford joue sur son piano est la 25e des Variations Goldberg de J.S. Bach[4].
- Les deux morceaux classiques que Lou Ford écoute sur son tourne-disque sont le 4e mouvement de la 2e symphonie de Gustav Mahler (Résurrection) et le dernier Vier letzte Lieder de Richard Strauss.

## Réception

### Critique
Le film a obtenu dans l'ensemble des critiques mitigées, récoltant un pourcentage de 55 % sur le site Rotten Tomatoes, pour une note moyenne de 5.7⁄10 et basé sur 121 commentaires.

### Box-office
| Pays ou région | Box-office  | Date d'arrêt du box-office | Nombre de semaines |
| -------------- | ----------- | -------------------------- | ------------------ |
| Mondial        | 1 056 114 $ | 12 décembre 2010           | ?                  |
| États-Unis     | 217 277 $   | 19 août 2010               | 9                  |

Le film, sorti en juin 2010 aux États-Unis a fait un échec commercial avec 217 277 $ de recettes en neuf semaines d'exploitation pour un budget estimé à 13 millions de dollars. Sa meilleure place au box-office américain fut la 47e place du 2 au 8 juillet 2010.

### Réception en France
| Pays ou région | Box-office      | Date d'arrêt du box-office | Nombre de semaines |
| -------------- | --------------- | -------------------------- | ------------------ |
| France         | 141 486 entrées | 6 octobre 2010             | 9                  |

La réception du film a divisé la critique en France. Le film a comptabilisé au bout de la deuxième semaine de lancement pas moins de 96 992 entrées sur le total final de 141 486.  Le film reçoit une moyenne de 3.1⁄5 pour 22 critiques.

Pour le magazine LePoint, Casey Affleck est une révélation dans le rôle de Lou Ford :

« L'acteur Casey Affleck (Le Lâche Assassinat de Jessie James, Gone baby gone) a décidément bien plus de talent que son frère aîné, le solide, mais un peu limité, Ben Affleck. Plus fragile en apparence, plus ambigu avec sa voix prise de fausset, on ne sait jamais s'il faut avoir pitié de lui ou s'il convient de se méfier. Il était donc le choix parfait pour interpréter le shérif de The Killer inside me, jeune homme propre sur lui, bien sous tous rapports, mais discrètement hanté par des pulsions sexuelles et meurtrières insurmontables. Personne, dans le film, ne le voit venir, et pourtant, il crédibilise à merveille la schizophrénie de son personnage. »

Les critiques belges de Cinenews (site de critique et d'actualité cinématographique belge) ont souligné la qualité de la production : 

« Il s'agit ici d'une production incroyablement composée. Winterbottom a adapté l'histoire d'un shérif adjoint d'apparence loyal qui se révèle être en fait un véritable tueur en série. »

Le magazine Challenges centré sur l'économie, souligne la violence et la brutalité du film :
« En visiteur confirmé de la planète cinéma, Michael Winterbottom n'avait jamais réellement arpenté le film noir, c'est fait. Et d'une sacrée manière. Avec The Killer Inside Me il assène des coups saignants, violents, crus, dérangeants, dictés par les démons intérieurs d'un tueur psychopathe à l'encontre de ses victimes féminines. Un choc ! »
La revue en ligne Critikat critique le manque d'audace et de cohérence du réalisateur :
« En tentant d’explorer le thème de la folie meurtrière, le réalisateur qui surprenait presque chaque année tombe ici dans l’hésitation permanente entre suggestion et démonstration directe, volontairement choquante, et, de fait, un peu vaine. The Killer Inside Me synthétise la déception que provoquent les films manquant d’un regard cohérent. »
Les Inrocks critiquent la direction artistique du film :
« Le cinéaste peine à dépasser l'exercice de style rétro (années 50, chapeaux texans, BO bluesy au kilomètre). Sa palette délibérément vive de couleurs est plus toc que choc. Winterbottom a un atout de taille : Casey Affleck. Diction traînante, chuintante, gueule d'ange lasse, le regard bas et intense, il a l'opacité idéale seyant à ce qu'aurait dû être le film : la contemplation, hors morale et psychologie, du vide effrayant logé sous le masque de Ford. »

## Distinctions
- Nommé à l'Ours d'or au Festival de Berlin pour Michael Winterbottom (2010)
- Récompensée du Razzie Award de la pire actrice pour Jessica Alba (nommée aussi avec les films Mon beau-père et nous, Machete et Valentine's Day) (2011)

## Vidéo
- The Killer Inside Me - DVD + BLU-RAY sortie le 27 décembre 2010, édité chez Warner Home Video[16]